# Pinse Cup i landevejscykling 2026
Campione Pinse Cup 2026 er den 16. udgave af det danske etapeløb Pinse Cup i landevejscykling for herrer. Serien indeholder tre selvstændige DCU licensløb, og bliver kørt i pinsen ved Bjerre, Hobro og Harridslev fra 23. til 25. maj 2026.

## Pointsystem
Serien blev kørt efter et pointsystem (pointgivning 55-1, vinderen af et løb får 55 point, nr. 2 får 52 point, nr. 2 får 50 point, nr. 4 får 49 point faldende med 1 point for hver placering ned til nr. 52, der får 1 point). Rytteren med højeste pointscore efter de tre løb vinder etapeløbet. Ved pointlighed er resultatet af 3. afdeling i Harridslev afgørende. Rolf Sørensens tøjmærke Campione er navnesponsor for Pinse Cuppen, og uddeler efter hvert løb en gul førertrøje til løbets førende rytter, og en blå ungdomstrøje til den bedste U/23-rytter.

## Afdelinger
| Etape    | Dato     | Start – Mål             | type       | Afstand (km) | Etapevinder | Førende rytter |
| -------- | -------- | ----------------------- | ---------- | ------------ | ----------- | -------------- |
| 1. etape | 23. maj  | Bjerre – Bjerre         | flad etape |              |             |                |
| 2. etape | 24. jun. | Hobro – Hobro           | flad etape |              |             |                |
| 3. etape | 25. maj  | Harridslev – Harridslev | flad etape |              |             |                |

### 1. afdeling - Bjerre/Hornsyld
Horsens Amatør Cykleklub står 23. maj for afviklingen af Campione Pinse Cuppens første løb der har start og mål ved BGI akademiet mellem Bjerre og Hornsyld. 
| Bjerre - Bjerre | flad etape | () |

| \| Etaperesultat \| Etaperesultat \| Etaperesultat \| Etaperesultat \| Etaperesultat \| \| Rytter \| Rytter \| Hold \| Tid \| \| \| ------------- \| ------------- \| ------------- \| ------------- \| ------------- \| |        |      |     |
| |        |      |     |
| |        |      |     |
| Etaperesultat |        |      |     |
| Rytter | Rytter | Hold | Tid |

| Pointkonkurrence | Pointkonkurrence | Pointkonkurrence | Pointkonkurrence | Pointkonkurrence |
| Rytter           | Rytter           | Hold             | Point            |                  |
| ---------------- | ---------------- | ---------------- | ---------------- | ---------------- |

### 2. afdeling - Hobro
Den 24. maj, pinsedag, er Hobro Cykleklub arrangør af Pinse Cuppens andet løb.
| Hobro - Hobro | flad etape | () |

| \| Etaperesultat \| Etaperesultat \| Etaperesultat \| Etaperesultat \| Etaperesultat \| \| Rytter \| Rytter \| Hold \| Tid \| \| \| ------------- \| ------------- \| ------------- \| ------------- \| ------------- \| |        |      |     |
| |        |      |     |
| |        |      |     |
| Etaperesultat |        |      |     |
| Rytter | Rytter | Hold | Tid |

| Pointkonkurrence | Pointkonkurrence | Pointkonkurrence | Pointkonkurrence | Pointkonkurrence |
| Rytter           | Rytter           | Hold             | Point            |                  |
| ---------------- | ---------------- | ---------------- | ---------------- | ---------------- |

### 3. afdeling - Harridslev
Anden pinsedag, 25. maj, er Randers Cykleklub af 1910 arrangør af det sidste løb, og vinderen af Campione Pinse Cup skal findes. Det er syvende gang i Pinse Cuppens historie at Randers-klubben er arrangør af et løb, efter at de i 2019 overtog fra Hammel Cykle Klub. Løbet har start og mål ved Harridslev.
| Harridslev - Harridslev | flad etape | () |

| \| Etaperesultat \| Etaperesultat \| Etaperesultat \| Etaperesultat \| Etaperesultat \| \| Rytter \| Rytter \| Hold \| Tid \| \| \| ------------- \| ------------- \| ------------- \| ------------- \| ------------- \| |        |      |     |
| |        |      |     |
| |        |      |     |
| Etaperesultat |        |      |     |
| Rytter | Rytter | Hold | Tid |

## Samlet resultat
| Pointkonkurrence | Pointkonkurrence | Pointkonkurrence | Pointkonkurrence | Pointkonkurrence |
| Rytter           | Rytter           | Hold             | Point            |                  |
| ---------------- | ---------------- | ---------------- | ---------------- | ---------------- |

## Trøjernes fordeling gennem løbet
| Etape    |            |
| -------- | ---------- |
| 1. etape | flad etape |
| 2. etape | flad etape |
| 3. etape | flad etape |
| Samlet   |            |

## Hold
| Unknown team category |
|                       |